# Medium Term Note
Unter dem Anglizismus Medium Term Notes (MTN; deutsch „mittelfristige Papiere“) versteht man mittelfristige oder langfristige Schuldverschreibungen mit einer Laufzeit von meist einem bis (seltener) zehn Jahren.

## Allgemeines
Medium Term Notes sind je nach Laufzeit entweder Geldmarktpapiere oder werden dem Kapitalmarkt zugeordnet. Sie können mit einem Festzins oder einem variablen Zins ausgestattet sein, bei letzteren sind sie meist an einen Zinsindex (etwa Interbankenzinssätze wie EURIBOR oder LIBOR) gekoppelt. Emittenten sind Großunternehmen aus dem Nichtbankensektor wie Industrie- oder Handelsunternehmen, die die MTN unbesichert über ein Bankenkonsortium zum außerbörslichen Handel anbieten.

## Arten

### US Medium Term Notes
Die US Medium Term Notes (US-MTN, häufig auch kurz MTN) sind die mittelfristigen Schuldverschreibungen im amerikanischen Raum.

### European Medium Term Notes
European Medium Term Notes (EMTN, auch Euro Medium Term Notes) ist eine Sammlung (ein „Korb“) mittelfristiger Schuldverschreibungen.
EMTN-Programme
Im Rahmen eines sogenannten EMTN-Programms, einer Art Rahmenvertrag zwischen Unternehmen und den Banken, wird den Unternehmen die Emission von Wertpapieren am europäischen und asiatischen Kapitalmarkt zur flexiblen Beschaffung von Fremdkapital innerhalb kürzester Zeit ermöglicht. Bei EMTN-Programmen handelt es sich um revolvierende Kredite mit einem feststehenden Kreditlimit, bei denen Tranchen jeweils ausgegeben werden, sobald andere MTN fällig sind. Sowohl Laufzeiten, Währung als auch die Konstruktion der einzelnen Programme können erheblich variieren.  

## Rating
Werden Medium Term Notes bewertet, so wird meist an den Ratingcode das Kürzel MTN angehängt. So steht AA MTN für eine mit AA von einer Ratingagentur bewertete mittelfristige Schuldverschreibung.